# Labrang Jigme Gyatso
Pour les articles homonymes, voir Jigmé Gyatso (homonymie).
Jigmé Gyatso (tibétain : འཇིགས་མེད་རྒྱ་མཚོ, Wylie : jigs med rgya mtsho, aussi appelé Guri est un moine et ancien prisonnier politique né en 1966 dans le village de Luchang, Sangchu, dans la Préfecture autonome tibétaine de Gannan, province du Gansu en Chine. Il est mort à son domicile du Gansu le 2 juillet 2022, sa mauvaise santé depuis sa sortie de prison en 2016 aurait provoqué sa mort.

## Biographie
Jigmé Gyatso est né en 1966 dans le village de Luchang, canton de Jiujia, Sangchu, préfecture autonome tibétaine de Gannan, province du Gansu en Chine.
Il entra au monastère de Labrang à l'âge de 14 ans pour devenir un moine bouddhiste.
Il a deux sœurs et un frère, et le fils de son frère, Sangay Gyatso, a vécu avec lui au monastère dès son jeune âge.
Il a d'abord été arrêté par les autorités après un voyage en 2006 pour avoir rencontré le 14e dalaï-lama, leader tibétain en exil en Inde.
À son retour, il a été immédiatement mis en détention sans inculpation pendant quarante jours avant d'être libéré faute de preuves tandis que plus de 10 000 yuans (environ 1 000 €) en espèces destinés au monastère lui aurait été confisqués et n'ont pas été rendus. 

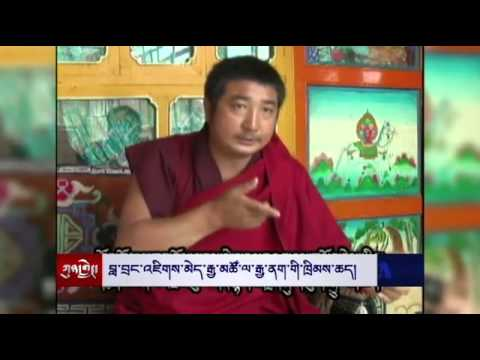
Jigme Guri

Il a été emprisonné à plusieurs reprises par le gouvernement de la République populaire de Chine notamment pour avoir pris part à des manifestations d'opposition  à la domination chinoise. Considéré comme un héros dans la communauté tibétaine après une vidéo de 2009 où il décrit les tortures sévères qu'il subit en garde à vue a été largement diffusé sur Internet. Il y déclare : « J'ai été détenu là pendant un mois pendant lequel j'ai a été menotté dans une position pendant plusieurs jours et nuits… Ils me pendaient pendant plusieurs heures avec mes mains attachées à une corde… suspendue au plafond et mes pieds au-dessus du sol. Ensuite, ils me frappaient au visage, à la poitrine et dans le dos, de toute la force de leurs poings. Finalement, à une occasion, j'ai perdu connaissance et j'ai été emmené à l'hôpital. Après avoir repris conscience à l'hôpital, j'ai de nouveau été ramené en prison où ils ont continué à me suspendre au plafond et à me battre. ».
Il a été libéré discrètement le 26 octobre 2016 après 5 ans de prison après avoir purgé sa peine de prison. Des agents locaux du Bureau de sécurité publique l'ont alors surveillé dans sa ville natale de Sangchu, et il n'a pas été autorisé à reprendre ses études religieuses au monastère de Labrang ou à porter l'habit de moine. Les autorités pénitentiaires ne lui ont pas rendu ses effets personnels, dont son ordinateur, ses documents, sa bourse et cartes d'identité de résident permanent, l'empêchant d'obtenir un traitement dans un hôpital privé. 
Peu de temps après sa libération après cinq ans de prison où on lui a diagnostiqué  « un diabète, de l'hypertension, et d'autres complications liées à son cœur, foie et yeux », il est admis le 26 décembre 2016 à l'hôpital du gouvernement local du comté de Sangchu, dans le Gansu.
Il est le seul Tibétain connu à avoir enregistré une vidéo au Tibet qu'il put faire parvenir au monde extérieur où il décrit son emprisonnement et ses opinions sur la politique du gouvernement chinois contre le dalaï-lama. Diffusé par le service en tibétain de Voice of America en 2008, il y déclare : « En tant que témoin, je dévoile l'histoire des Tibétains tués, torturés dans les prisons et en sont morts, de sorte que les médias puissent rapporter ces situations. »

## Mort
Labrang Jigme Gyatso est mort à son domicile du Gansu le 2 juillet 2022, sa mauvaise santé depuis sa sortie de prison en 2016 aurait provoqué sa mort.
La directrice exécutive du Centre tibétain pour les droits de l'homme et la démocratie, Tsering Tsomo, a déclaré qu'il était « l'un des défenseurs des droits de l'homme les plus courageux et les plus compatissants, qui a tout sacrifié pour faire avancer la cause de la liberté et des droits de l'homme au Tibet. La mort de Gyatso est le résultat direct des longues années de torture et de traitements cruels, inhumains et dégradants qu'il a subis de la part du gouvernement chinois et du refus d'un traitement médical approprié et opportun. Ses écrits et clips vidéo de son témoignage ont fait surface en ligne alors que les Tibétains en exil pleuraient sa mort malheureuse et brutale. »